# Synthese
Als Synthese (von altgriechisch σύνθεσις sýnthesis, „Zusammensetzung“, „Zusammenfassung“, „Verknüpfung“) wird allgemein die Vereinigung von zwei oder mehr Bestandteilen, Elementen oder Merkmalen zu einer neuen, übergeordneten Einheit verstanden.

## Allgemeines
Der Begriff wurde als Fremdwort von Hermann Kolbe 1845 in die Naturwissenschaft eingeführt. Die Synthese als Zusammenfassung oder Zusammensetzung hat sich danach auch in anderen Fachgebieten etabliert. Das Adjektiv „synthetisch“ wird umgangssprachlich meist mit „künstlich“ konnotiert.
Oftmals wird mit der „Synthese“ auch das Resultat der synthetischen Tätigkeit bezeichnet. Die Synthese ist untrennbar verbunden mit dem ihr entgegengesetzten Verfahren der Analyse. In der Naturwissenschaft ist Synthese auf Materie (z. B. chemische Synthese von Stoffen) bezogen und in der Geisteswissenschaft abstrakt (z. B. das Zusammenstellen einer neuen Metapher, Beispiel: „Zahn der Zeit“) zu verstehen, daher synthetisch im Sinne einer synthetisierenden Sprache: synthetischer Sprachbau.

## Fachgebiete
Philosophie
In der Philosophie bezeichnet Synthese allgemein die Verknüpfung von Vorstellungen, Begriffen und Aussagen. Bei Immanuel Kant ist dies die Verknüpfung von Mannigfaltigkeiten der Anschauung durch eine aktive Leistung des Verstandes mit Hilfe der Kategorien zur Einheit des Gegenstandes. Er ging davon aus, dass es „synthetische“ Sätze oder Urteile gibt, in die nicht analytisch erklärbare Teile einfließen und ihnen somit scheinbar Neues hinzufügen. Man spricht in diesem Zusammenhang von Erweiterungsurteilen. Die Welt könne nicht ohne unsere eigenen so genannten synthetisierenden Leistungen gedacht werden. Kant nannte als einfaches Beispiel: „Um aber irgend etwas im Raume zu erkennen, z. B. eine Linie, muss ich sie ziehen, und also eine bestimmte Verbindung des gegebenen Mannigfaltigen synthetisch zustande bringen, so, dass […] dadurch aller erst ein Objekt (ein bestimmter Raum) erkannt wird.“ In der Dialektik bezeichnet die Synthese die Aufhebung des Widerspruchs von These und Antithese. So ist für Hegel das Werden eine Synthese aus dem Sein und dem Nichts. Schelling sprach von einer Synthesis im absoluten Akt des Selbstbewusstseins. Die Philosophie versteht unter Synthese nach Abwägung von Pro und Kontra (Dialektik) die Zusammenfassung beider einer neuen Aussage oder Theorie. Einzelne Thesen können im Dialog entweder durch Antithesen weiter verbessert werden, bis sie ohne Widerspruch anerkannt werden oder bis die Synthese durch eine neue, alle Pro und Kontra-Argumente integrierende Aussage oder Theorie erreicht wird.
Synthese ist der Zentralbegriff der Erkenntnistheorie von Immanuel Kant. Eine objektive Erkenntnis ist danach die Vereinigung des in der Wahrnehmung gegebenen Mannigfaltigen. In Hegels Dialektik vollzieht sich die Dynamik der Begriffe durch die drei Entwicklungsstufen These (Bejahung) → Antithese (Negation) → Synthese (Negation der Negation). Der Geist findet seine Bestimmung in der Synthese des absoluten Wissens. In der Synthese sind die gegensätzlichen Thesen und Antithesen aufgehoben. So entwickelt sich bei Pflanzen aus dem Samen (These) die Blüte (Antithese) und hieraus schließlich die Frucht (Synthese). Der Samen muss, um Blüte zu werden, sterben (sich verneinen), und die Blüte muss sterben (sich verneinen), um Frucht zu werden. Von Hegels Dialektik abgeleitet ist die 1954 von Mao Zedong entwickelte Widerspruchstheorie.
Psychologie
In der Psychologie wird die Synthese als Verknüpfung oder Verbindung von mehreren Daten, Empfindungen, Wahrnehmungen und Vorstellungen im Denken zu einer Einheit oder „Ganzheit“ bezeichnet.
Naturwissenschaft
Synthese ist in der Chemie die künstliche Darstellung chemischer Verbindungen. Als Totalsynthese wird der Aufbau von Naturstoffen aus den chemischen Elementen oder einfachen chemischen Verbindungen im Labor bezeichnet.
Finanzwirtschaft
Als Synthetisierung wird in der Finanzwirtschaft ein Prozess bezeichnet, aus dem synthetische Finanzprodukte hervorgehen. Den größten Marktanteil von ihnen haben die Credit Default Swaps als Kreditderivate, durch die der Sicherungsnehmer sein Kreditrisiko aus einem Kreditportfolio oder einem bestimmten Kreditvertrag durch Zahlung einer Prämie vom Sicherungsgeber absichern lässt.

## Synthese als Methode zum Erkenntnisgewinn
Der Vorgang der Analyse endet in der Erkenntnis über das Wesen einer Erscheinung und deren innere Zusammenhänge. Die Synthese kehrt diesen Vorgang um und versucht, aus den Elementen, welche durch die Analyse gefunden wurden, ein neues Ganzes zusammenzusetzen. Dialektisch erhebt die Synthese das Einzelne auf die Stufe des Allgemeinen, das Konkrete auf die des Abstrakten, sie fasst das Mannigfaltige zu einer Einheit zusammen. Dadurch gelangt man über elementare zu komplexen Begriffen.
Im europäisch-historischen Sinne sind erste Ansätze zur Bildung von Synthesen bei Platon als Ergebnis von sokratischen Gesprächen vorhanden. Pappos von Alexandria stellt eine Problemanalyse des Konstruktionsverfahrens für geometrische Problemlösungen dar. Die oben beschriebene Neuordnung der einzelnen Elemente führt zu logischen und wahren Sätzen der Geometrie (Euklidische Geometrie). In der neuzeitlichen Algebra wird darunter die Suche nach den hinreichenden Bedingungen für das Gleichungslösen verstanden.
Isaac Newton schloss sich dieser von Pappos maßgeblich bestimmten Methodik an und versteht unter der Synthese die Ableitung von physikalischen Prinzipien aus den mechanischen Prinzipien. Auch hier wird in der analytischen Mechanik die Suche nach hinreichenden Lösungsbedingungen von Bewegungsgleichungen verstanden.
In der modernen Wissenschaftstheorie wird zwischen formal-synthetischen Aussagen und materiell-synthetischen Aussagen unterschieden. Erstere werden durch das Handeln mit bestimmten Symbolen und den Regeln für den Umgang mit diesen gerechtfertigt. Bei den materiell-synthetischen Aussagen wird mittels Rückgang auf die Elemente eine bestimmte ideale Form geschlossen.
Gegenüber der empirischen Arbeitsweise oder der des Experimentes, wird bei der Synthese aus einem mathematischen Modell die Realisierung gewonnen. Aus Erfahrungen der Analyse ist bekannt, dass es oft mehrere Realisierungen gibt, die in mindestens einer ihrer Eigenschaften übereinstimmen. Daraus geht hervor, dass das Syntheseproblem und damit die speziellen Syntheseaufgaben nicht eindeutig lösbar sind. Die Teilaufgaben einer Synthese sind:
1. Mathematische Synthese,
2. Struktursynthese,
3. Äquivalenzetappe und
4. Realisierung.

## Spezielle Anwendungsgebiete
- In der Elektrotechnik der Entwurf von linearen sowie nichtlinearen Systemen, Schaltkreisen und elektromagnetischen Feldern, auch der Entwurf von digitalen Schaltkreisen → Synthese (Elektrotechnik), Wilhelm Cauer.
- In der Mechanik der Entwurf von Systemen, die zur Realisierung einer vorgegebenen Bewegungsaufgabe dienen, z. B. eines Getriebes.
- In anderen physikalischen Gebieten, in denen Bewegungsprozesse oder Felder synthetisiert werden sollen → Thermodynamik, geometrische Optik, Quantenmechanik.
- In der Informatik wird die Synthese als Problemlösungsstrategie von wissensbasierten Systemen angewendet → künstliche Intelligenz.
- In der Biologie, insbesondere in der Physiologie von Lebewesen bezeichnete Vorgänge der Zerlegung einzelner Teile des Ganzen und deren veränderter Rekombination → Biosynthese, Chemosynthese, Photosynthese, Translation.
- In der Medizin die Verbindung von Frakturen mit Hilfe von Platten, die auf den Knochen geschraubt oder genagelt werden und dort bis zum kompletten Neuaufbau der Knochenmasse verbleiben. Plattensynthese der Tibia (Schienbein).
- In der Musik, in der man mit der Kenntnis bestimmter einzelner instrumenteller Elemente und bestimmter harmonischer Regeln neue Stücke komponieren kann → Synthesizer, Herbert Brün, Musiktheorie.
- Im künstlerischen Bereich im Allgemeinen, in der man mit Kenntnis bestimmter künstlerischer Elemente und deren Kombination neue Formen und Kompositionen schaffen kann → bildende Kunst, Architektur.
- Programmatisch bereits im Titel, die französische geschichtsphilosophische Zeitschrift Revue de synthèse.